# Чемпіонат світу з футболу 2026 (кваліфікаційний раунд, УЄФА, група H)
Група H кваліфікації УЄФА Чемпіонату світу з футболу 2026 — одна з 12 груп УЄФА у  кваліфікації чемпіонату світу для визначення команд, які пройдуть до чемпіонату світу 2026. Група H складається з 5 команд: Австрії, Румунії, Боснії і Герцеговини, Кіпру і Сан-Марино. Команди зіграють одна з одною вдома та на виїзді за круговою системою.
Матчі відбуваються з 21 березня по 18 листопада 2025 року.
Переможець групи потрапить напряму до чемпіонату світу, а 2-е місце пройде до другого раунду (плей-оф).

## Турнірна таблиця
| Поз | Команда              | І | В | Н | П | ГЗ | ГП | РГ | О | Кваліфікація                         |        | Боснія і Герцеговина | Румунія | Кіпр   | Австрія | Сан-Марино |
| --- | -------------------- | - | - | - | - | -- | -- | -- | - | ------------------------------------ | ------ | -------------------- | ------- | ------ | ------- | ---------- |
| 1   | Боснія і Герцеговина | 2 | 2 | 0 | 0 | 3  | 1  | +2 | 6 | Кваліфікація на чемпіонат світу 2026 |        | —                    | 15 лис  | 2–1    | 9 вер   | 7 чер      |
| 2   | Румунія              | 2 | 1 | 0 | 1 | 5  | 2  | +3 | 3 | Вихід до плей-оф                     |        | 0–1                  | —       | 10 чер | 12 жов  | 18 лис     |
| 3   | Кіпр                 | 2 | 1 | 0 | 1 | 3  | 2  | +1 | 3 |                                      |        | 9 жов                | 9 вер   | —      | 15 лис  | 2–0        |
| 4   | Австрія              | 0 | 0 | 0 | 0 | 0  | 0  | 0  | 0 |                                      | 18 лис | 7 чер                | 6 вер   | —      | 9 жов   |            |
| 5   | Сан-Марино           | 2 | 0 | 0 | 2 | 1  | 7  | −6 | 0 |                                      | 6 вер  | 1–5                  | 12 жов  | 10 чер | —       |            |

## Матчі
| 21 березня 2025 20:45 (21:45 UTC+2) |

| Кіпр                    | 2–0                             | Сан-Марино |
| ----------------------- | ------------------------------- | ---------- |
| Піттас 55' Какулліс 86' | Протокол (FIFA) Протокол (UEFA) |            |

| АЕК Арена, Ларнака Глядачів: 2 336 Арбітр: Андріс Трейманіс (Латвія) |

| 21 березня 2025 20:45 (21:45 UTC+2) |

| Румунія | 0–1                             | Боснія і Герцеговина |
| ------- | ------------------------------- | -------------------- |
|         | Протокол (FIFA) Протокол (UEFA) | Гігович 14'          |

| Арена Націонале, Бухарест Глядачів: 49 413 Арбітр: Данні Маккелі (Нідерланди) |

| 24 березня 2025 20:45 |

| Боснія і Герцеговина               | 2–1                             | Кіпр           |
| ---------------------------------- | ------------------------------- | -------------- |
| - Демирович 22' - Хайрадинович 56' | Протокол (FIFA) Протокол (UEFA) | - Піттас 45+2' |

| Билино Полє, Зениця Глядачів: 7 464 Арбітр: Рохіт Саггі (Норвегія |

| 24 березня 2025 20:45 |

| Сан-Марино     | 1–5                             | Румунія                                                                                |
| -------------- | ------------------------------- | -------------------------------------------------------------------------------------- |
| - Дзанноні 67' | Протокол (FIFA) Протокол (UEFA) | - Чеволі 6' (аг) - Попеску 44' - Р. Марін 55' (пен.) - Хаджі 75' (пен.) - Алібек 90+5' |

| Сан-Марино Стедіум, Серравалле Глядачів: 3 556 Арбітр: Дам'ян Сілвесчак (Польща) |

| 7 червня 2025 15:00 |

| Боснія і Герцеговина | 1–0                             | Сан-Марино |
| -------------------- | ------------------------------- | ---------- |
| Джеко 66'            | Протокол (FIFA) Протокол (UEFA) |            |

| Билино Полє, Зениця Глядачів: 11 828 Арбітр: Луїш Годінью (Португалія) |

| 7 червня 2025 20:45 |

| Австрія                       | 2–1                             | Румунія        |
| ----------------------------- | ------------------------------- | -------------- |
| - Грегорич 42' - Забітцер 60' | Протокол (FIFA) Протокол (UEFA) | - Тенасе 90+5' |

| Ернст-Гаппель-Штадіон, Відень Глядачів: 48 500 Арбітр: Мауріціо Маріані (Італія) |

| 10 червня 2025 20:45 (21:45 UTC+3) |

| Румунія                  | 2–0                             | Кіпр |
| ------------------------ | ------------------------------- | ---- |
| - Тенасе 43' - Ман 45+2' | Протокол (FIFA) Протокол (UEFA) |      |

| Арена Націонале, Бухарест Глядачів: 43 524 Арбітр: Донатас Румшас (Литва) |

| 10 червня 2025 20:45 |

| Сан-Марино | 0–4                             | Австрія                                               |
| ---------- | ------------------------------- | ----------------------------------------------------- |
|            | Протокол (FIFA) Протокол (UEFA) | - Арнаутович 3', 15' - Грегорич 11' - Баумгартнер 27' |

| Сан-Марино Стедіум, Серравалле Глядачів: 3 075 Арбітр: Ондржей Берка (Чехія) |

| 6 вересня 2025 20:45 |

| Австрія | —                               | Кіпр |
| ------- | ------------------------------- | ---- |
|         | Протокол (FIFA) Протокол (UEFA) |      |

| Райффайзен Арена, Лінц |

| 6 вересня 2025 20:45 |

| Сан-Марино | —                               | Боснія і Герцеговина |
| ---------- | ------------------------------- | -------------------- |
|            | Протокол (FIFA) Протокол (UEFA) |                      |

| Сан-Марино Стедіум, Серравалле |

| 9 вересня 2025 20:45 |

| Боснія і Герцеговина | —                               | Австрія |
| -------------------- | ------------------------------- | ------- |
|                      | Протокол (FIFA) Протокол (UEFA) |         |

|  |

| 9 вересня 2025 20:45 (21:45 UTC+3) |

| Кіпр | —                               | Румунія |
| ---- | ------------------------------- | ------- |
|      | Протокол (FIFA) Протокол (UEFA) |         |

|  |

| 9 жовтня 2025 20:45 |

| Австрія | —                               | Сан-Марино |
| ------- | ------------------------------- | ---------- |
|         | Протокол (FIFA) Протокол (UEFA) |            |

|  |

| 9 жовтня 2025 20:45 (21:45 UTC+3) |

| Кіпр | —                               | Боснія і Герцеговина |
| ---- | ------------------------------- | -------------------- |
|      | Протокол (FIFA) Протокол (UEFA) |                      |

|  |

| 12 жовтня 2025 15:00 |

| Сан-Марино | —                               | Кіпр |
| ---------- | ------------------------------- | ---- |
|            | Протокол (FIFA) Протокол (UEFA) |      |

|  |

| 12 жовтня 2025 20:45 (21:45 UTC+3) |

| Румунія | —                               | Австрія |
| ------- | ------------------------------- | ------- |
|         | Протокол (FIFA) Протокол (UEFA) |         |

|  |

| 15 листопада 2025 18:00 (19:00 UTC+2) |

| Кіпр | —                               | Австрія |
| ---- | ------------------------------- | ------- |
|      | Протокол (FIFA) Протокол (UEFA) |         |

|  |

| 15 листопада 2025 20:45 |

| Боснія і Герцеговина | —                               | Румунія |
| -------------------- | ------------------------------- | ------- |
|                      | Протокол (FIFA) Протокол (UEFA) |         |

|  |

| 18 листопада 2025 20:45 |

| Австрія | —                               | Боснія і Герцеговина |
| ------- | ------------------------------- | -------------------- |
|         | Протокол (FIFA) Протокол (UEFA) |                      |

|  |

| 18 листопада 2025 20:45 (21:45 UTC+2) |

| Румунія | —                               | Сан-Марино |
| ------- | ------------------------------- | ---------- |
|         | Протокол (FIFA) Протокол (UEFA) |            |

|  |

## Бомбардири
Забито 22 гола у 8 матчах, у середньому 2,75 гола за гру.
2 голи
- Марко Арнаутович
- Міхаель Грегорич
- Іоанніс Піттас
- Флорін Тенасе

1 гол
- Крістоф Баумгартнер
- Марсель Забітцер
- Армін Гігович
- Ермедин Демирович
- Едін Джеко
- Харіс Хайрадинович
- Андронікос Какулліс
- Денис Алібек
- Денніс Ман
- Резван Марін
- Міхай Попеску
- Яніс Хаджі
- Самуеле Дзанноні

1 автогол
- Мікеле Чеволі (проти Румунії)